# 5919 Patrickmartin
5919 Patrickmartin eller 1991 PW12 är en asteroid i huvudbältet som upptäcktes den 5 augusti 1991 av den amerikanske astronomen Henry E. Holt vid Palomarobservatoriet. Den är uppkallad efter Patrick Martin.
Asteroiden har en diameter på ungefär 20 kilometer och den tillhör asteroidgruppen Themis.